# Austrolimnophila fluxa
Austrolimnophila fluxa là một loài ruồi trong họ Limoniidae. Chúng phân bố ở miền Australasia.